# Critics’ Choice Television Awards 2013

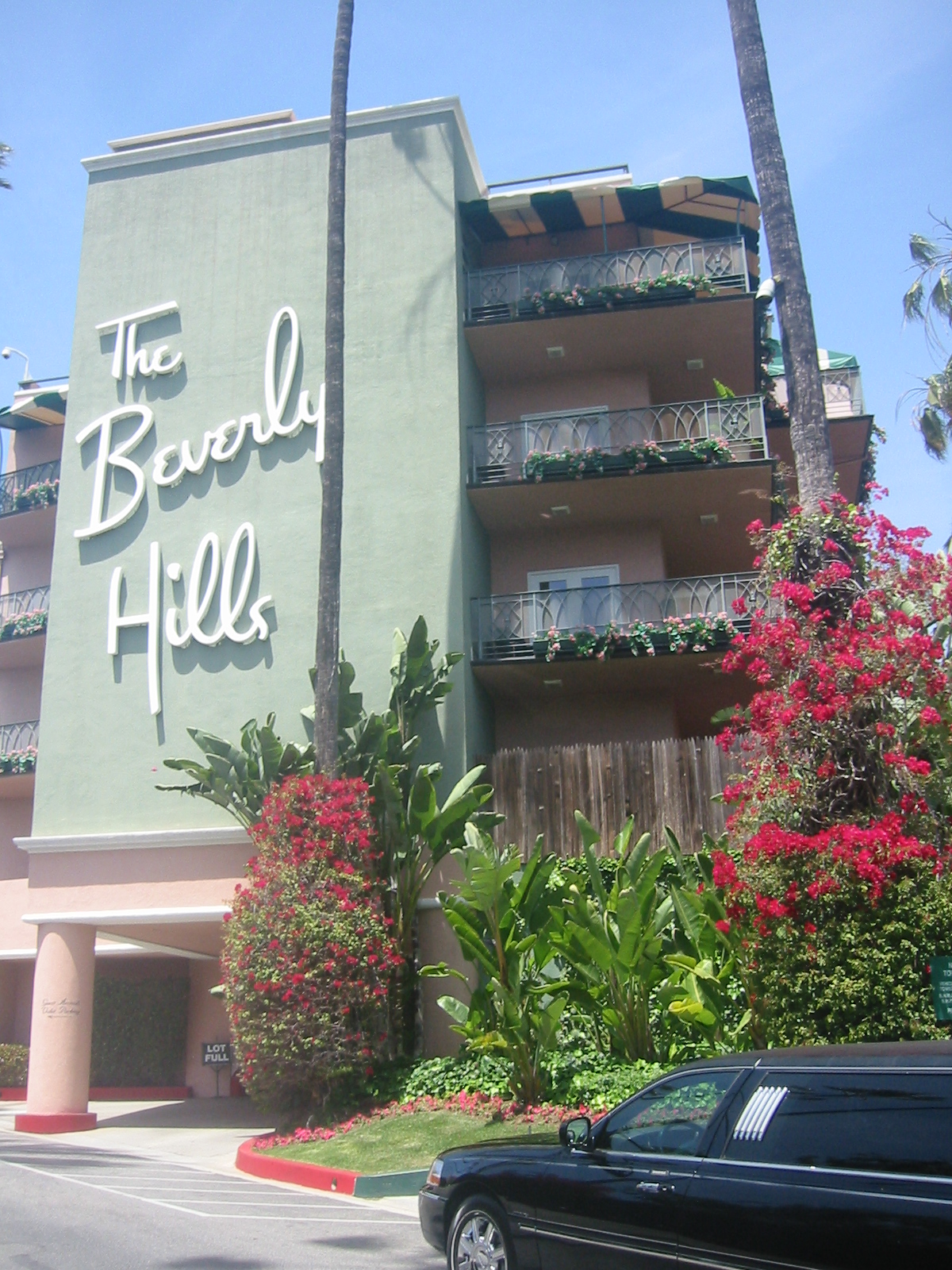
Das Beverly Hills Hotel, Veranstaltungsort der Critics’ Choice Television Awards 2013

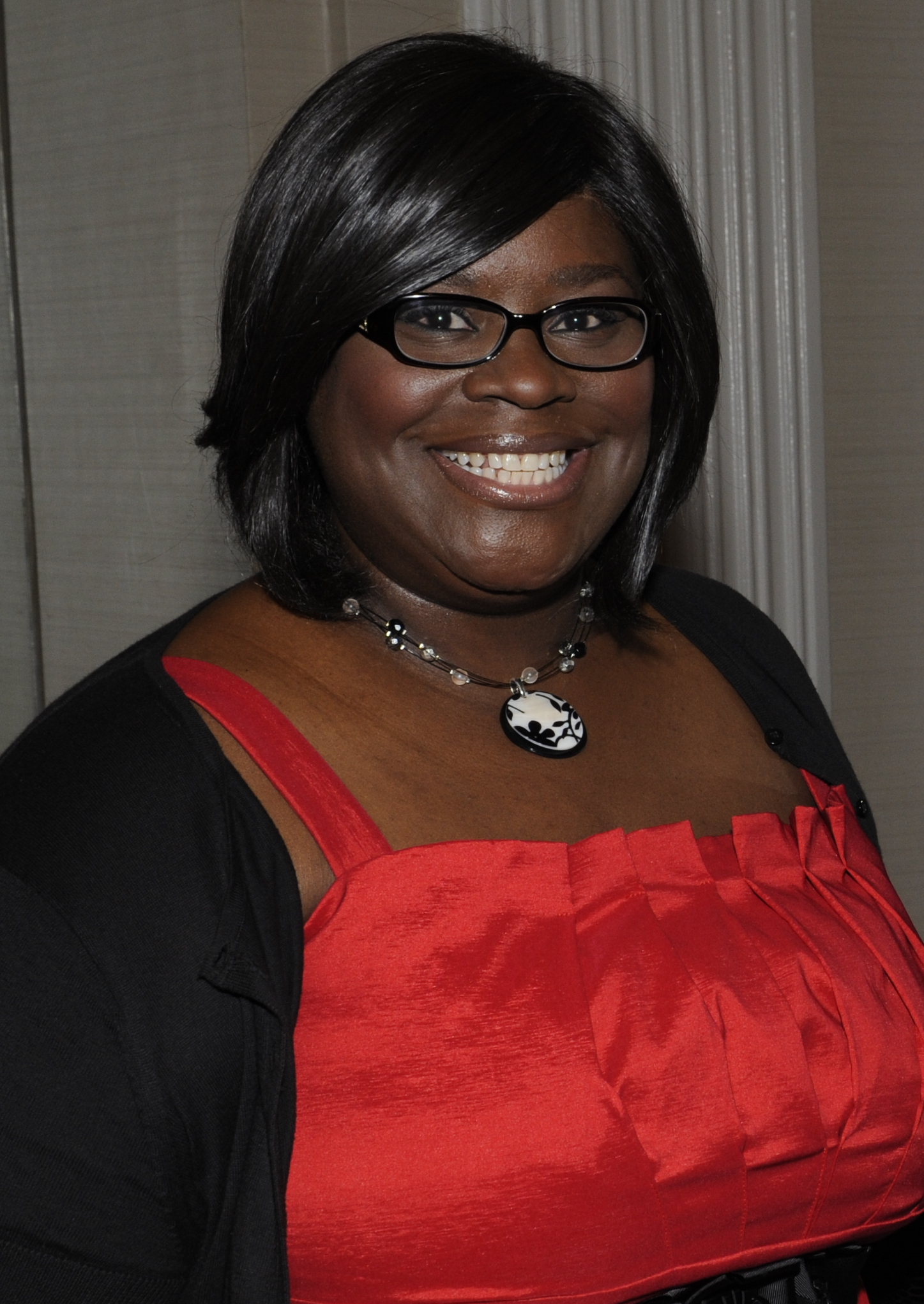
Retta, Moderatorin der Verleihung

Die Critics’ Choice Television Awards 2013 wurden von der Broadcast Television Journalists Association (BTJA) am 10. Juni 2013 im Beverly Hills Hotel im kalifornischen Beverly Hills vergeben. Die Nominierungen wurden am 22. Mai 2013 bekanntgegeben. Berücksichtigt wurden Programme, die im Zeitraum vom 1. Juni 2012 bis zum 31. Mai 2013 in der Hauptsendezeit ausgestrahlt worden sind. In den Vereinigten Staaten wurde die Zeremonie live über die Website Ustream gestreamt. Moderiert wurde die Veranstaltung von Retta.
Unabhängig von der eigentlichen Verleihung wurden am 3. Juni 2013 die Awards in der Kategorie Vielversprechendste neue Serie (im Original Most Exciting New Series) verliehen.

## Übersicht
| Serie/Film                                  | N | A |
| ------------------------------------------- | - | - |
| The Big Bang Theory                         | 6 | 3 |
| American Horror Story                       | 6 | 2 |
| Parks and Recreation                        | 5 | 1 |
| Top of the Lake                             | 5 | 1 |
| Breaking Bad                                | 4 | 2 |
| Game of Thrones                             | 4 | 1 |
| Louie                                       | 4 | 1 |
| The Americans                               | 4 | 0 |
| Good Wife                                   | 4 | 0 |
| New Girl                                    | 4 | 0 |
| Political Animals                           | 4 | 0 |
| Liberace – Zu viel des Guten ist wundervoll | 3 | 2 |
| Homeland                                    | 3 | 0 |
| Girls                                       | 3 | 0 |

Am häufigsten nominiert wurde die zweite Staffel des Fernsehmehrteilers American Horror Story, die im Original als American Horror Story: Asylum bekannt ist, und die sechste Staffel der Comedyserie The Big Bang Theory, die jeweils 6 Nennungen erhielten. Für The Big Bang Theory ist es in der Kategorie Beste Comedyserie bereits die dritte Nominierung in Folge. American Horror Story kann, da sie aus mehreren abgeschlossenen Miniserien besteht, mehrmals in der Sparte Fernsehfilm bzw. Miniserie nominiert werden, so fand sie in der Kategorie Bester Film oder Miniserie bereits zum zweiten Mal Berücksichtigung. Auf je 5 Nominierungen kommen die internationale Koproduktion Top of the Lake, in der es um das Verschwinden eines 12-jährigen schwangeren Mädchens geht, sowie Parks and Recreation (NBC).
Weiterhin kommen The Americans mit Keri Russell und Matthew Rhys in der Rolle eines in Washington lebenden sowjetischen KGB-Paares, die Dramaserien Breaking Bad, Game of Thrones und Good Wife, sowie die Comedyserien Louie und New Girl auf je vier Nominierungen. Alle sechs konkurrieren untereinander neben Downton Abbey, Homeland, The Middle und Veep – Die Vizepräsidentin um den Award als beste Comedy- oder Dramaserie. Mit mehr als zwei Nominierungen folgen die zwei HBO-Fernsehfilme Liberace – Zu viel des Guten ist wundervoll, The Girl, die Dramaserie Justified, die britische Serie The Hour und die 2013 mit dem Golden Globe Award ausgezeichnete Comedyserie Girls. Die im Vorjahr mit den meisten Nominierung bedachten Serien Modern Family und Mad Men wurden dieses Jahr nur in je einer Kategorie nominiert. So wurden Sarah Hyland als Beste Nebendarstellerin in einer Comedyserie und Elisabeth Moss als Beste Hauptdarstellerin in einer Dramaserie berücksichtigt.
Zum ersten Mal unter den Nominierten vertreten sind unter anderem Suburgatory, House of Cards (je 2 Nominierungen), New in Paradise, Bates Motel, Orphan Black, Rectify und Die Simpsons (je 1). In der Sparte Fernsehfilm bzw. Miniserie erhielten neben American Horror Story, Top of the Lake, Liberace – Zuviel des Guten ist wundervoll und The Hour auch die bei USA Network ausgestrahlte Dramaserie Political Animals, sowie die britisch-belgische Koproduktion Parade’s End – Der letzte Gentleman Nennungen. Bei den Reality-TV-Formaten fanden So You Think You Can Dance und The Moment mit je zwei Nominierungen (als Realityshow und für den besten Moderator) Berücksichtigung. Unter den Talkshows stellten The Daily Show with Jon Stewart und Jimmy Kimmel Live! mit je drei Nominierungen seit der Einführung des Awards im Jahr 2011 einen neuen Rekord auf. Denselben Rekord stellte Archer bei den Zeichentrickserien auf, auch wenn diese Kategorie erst bei den vergangenen Awards eingeführt wurde, so war die Serie 2011 als beste Comedyserie nominiert.
In der Kategorie Vielversprechendste neue Serie wurden die zwei Showtime-Serien Ray Donovan und Masters of Sex, Under the Dome (CBS), FX Networks The Bridge – America, ein US-Remake der dänisch-schwedischen Serie Die Brücke – Transit in den Tod, Marvel’s Agents of S.H.I.E.L.D. (ABC) und die NBC-Comedyserie The Michael J. Fox Show mit Michael J. Fox in der Hauptrolle ausgezeichnet.

## Preisträger und Nominierte

### Sparte Comedy

#### Beste Comedyserie
The Big Bang Theory
Louie
The Middle
New Girl
Parks and Recreation
Veep – Die Vizepräsidentin (Veep)

#### Bester Hauptdarsteller in einer Comedyserie
Louis C.K. – Louie
Don Cheadle – House of Lies
Jake Johnson – New Girl
Jim Parsons – The Big Bang Theory
Adam Scott – Parks and Recreation
Jeremy Sisto – Suburgatory

#### Beste Hauptdarstellerin in einer Comedyserie
Julia Louis-Dreyfus – Veep – Die Vizepräsidentin (Veep)
Laura Dern – Enlightened – Erleuchtung mit Hindernissen (Enlightened)
Zooey Deschanel – New Girl
Lena Dunham – Girls
Sutton Foster – New in Paradise (Bunheads)
Amy Poehler – Parks and Recreation

#### Bester Nebendarsteller in einer Comedyserie
Simon Helberg – The Big Bang Theory
Max Greenfield – New Girl
Alex Karpovsky – Girls
Adam Pally – Happy Endings
Chris Pratt – Parks and Recreation
Danny Pudi – Community

#### Beste Nebendarstellerin in einer Comedyserie
Kaley Cuoco – The Big Bang Theory

Eden Sher – The Middle
Carly Chaikin – Suburgatory
Sarah Hyland – Modern Family
Melissa Rauch – The Big Bang Theory
Casey Wilson – Happy Endings

#### Beste Gastrolle in einer Comedyserie
Patton Oswalt – Parks and Recreation
Melissa Leo – Louie
David Lynch – Louie
Bob Newhart – The Big Bang Theory
Molly Shannon – Enlightened – Erleuchtung mit Hindernissen (Enlightened)
Patrick Wilson – Girls

### Sparte Drama

#### Beste Dramaserie
Breaking Bad

Game of Thrones
The Americans
Downton Abbey
Good Wife (The Good Wife)
Homeland

#### Bester Hauptdarsteller in einer Dramaserie
Bryan Cranston – Breaking Bad
Damian Lewis – Homeland
Andrew Lincoln – The Walking Dead
Timothy Olyphant – Justified
Matthew Rhys – The Americans
Kevin Spacey – House of Cards

#### Beste Hauptdarstellerin in einer Dramaserie
Tatiana Maslany – Orphan Black
Claire Danes – Homeland
Vera Farmiga – Bates Motel
Julianna Margulies – Good Wife (The Good Wife)
Elisabeth Moss – Mad Men
Keri Russell – The Americans

#### Bester Nebendarsteller in einer Dramaserie
Michael Cudlitz – Southland
Jonathan Banks – Breaking Bad
Nikolaj Coster-Waldau – Game of Thrones
Noah Emmerich – The Americans
Walton Goggins – Justified
Corey Stoll – House of Cards

#### Beste Nebendarstellerin in einer Dramaserie
Monica Potter – Parenthood
Jennifer Carpenter – Dexter
Emilia Clarke – Game of Thrones
Anna Gunn – Breaking Bad
Regina King – Southland
Abigail Spencer – Rectify

#### Beste Gastrolle in einer Dramaserie
Jane Fonda – The Newsroom
Jim Beaver – Justified
Martha Plimpton – Good Wife (The Good Wife)
Carrie Preston – Good Wife (The Good Wife)
Diana Rigg – Game of Thrones
Jimmy Smits – Sons of Anarchy

### Sparte Fernsehfilm bzw. Miniserie

#### Bester Film oder Miniserie
Liberace – Zu viel des Guten ist wundervoll (Behind the Candelabra)
American Horror Story (American Horror Story: Asylum)
Das karmesinrote Blütenblatt (The Crimson Petal and the White)
The Hour
Political Animals
Top of the Lake

#### Bester Hauptdarsteller in einem Film oder Miniserie
Michael Douglas – Liberace – Zu viel des Guten ist wundervoll (Behind the Candelabra)
Benedict Cumberbatch – Parade’s End – Der letzte Gentleman (Parade’s End)
Matt Damon – Liberace – Zu viel des Guten ist wundervoll (Behind the Candelabra)
Toby Jones – The Girl
Al Pacino – Der Fall Phil Spector (Phil Spector)
Dominic West – The Hour

#### Beste Hauptdarstellerin in einem Film oder Miniserie
Elisabeth Moss – Top of the Lake
Angela Bassett – Betty & Coretta
Romola Garai – The Hour
Rebecca Hall – Parade’s End – Der letzte Gentleman (Parade’s End)
Jessica Lange – American Horror Story (American Horror Story: Asylum)
Sigourney Weaver – Political Animals

#### Bester Nebendarsteller in einem Film oder Miniserie
Zachary Quinto – American Horror Story (American Horror Story: Asylum)
James Cromwell – American Horror Story (American Horror Story: Asylum)
Peter Mullan – Top of the Lake
Sebastian Stan – Political Animals
David Wenham – Top of the Lake
Thomas M. Wright – Top of the Lake

#### Beste Nebendarstellerin in einem Film oder Miniserie
Sarah Paulson – American Horror Story (American Horror Story: Asylum)
Ellen Burstyn – Political Animals
Sienna Miller – The Girl
Lily Rabe – American Horror Story (American Horror Story: Asylum)
Imelda Staunton – The Girl
Alfre Woodard – Steel Magnolias

### Sparte Reality-TV

#### Beste Realityshow
Duck Dynasty

Push Girls
The Moment
Die Drei vom Pfandhaus (Pawn Stars)
Small Town Security
Wild Things with Dominic Monaghan

#### Beste Realityshow – Wettbewerb
The Voice
Chopped
Face Off
Shark Tank
So You Think You Can Dance
Survivor

#### Bester Moderator einer Realityshow
Tom Bergeron – Dancing with the Stars
Cat Deeley – So You Think You Can Dance
Gordon Ramsay – Hell’s Kitchen & MasterChef
RuPaul – RuPaul’s Drag Race
Ryan Seacrest – American Idol
Kurt Warner – The Moment

### Weitere Kategorien

#### Beste Zeichentrickserie
Archer
Adventure Time – Abenteuerzeit mit Finn und Jake (Adventure Time)
Phineas und Ferb (Phineas and Ferb)
Regular Show – Völlig abgedreht (Regular Show)
Die Simpsons (The Simpsons)
Star Wars: The Clone Wars

#### Beste Talkshow
The Daily Show with Jon Stewart
Conan
The Ellen DeGeneres Show
Jimmy Kimmel Live!
Late Night with Jimmy Fallon
Marie

#### Vielversprechendste neue Serie
Es wurden alle folgenden Serien ausgezeichnet:
The Bridge – America (The Bridge)

Marvel’s Agents of S.H.I.E.L.D.

Masters of Sex

The Michael J. Fox Show

Ray Donovan

Under the Dome